# Retrato de Felipe II (Sofonisba Anguissola)
El Retrato de Felipe II, es una pintura al óleo sobre lienzo (88 × 72 cm) de Sofonisba Anguissola que se conserva en el Museo del Prado en Madrid. Realizado en 1565, durante la estancia de la pintora italiana en España (1559-1571), el cuadro fue modificado por la propia artista en 1573.

## Historia

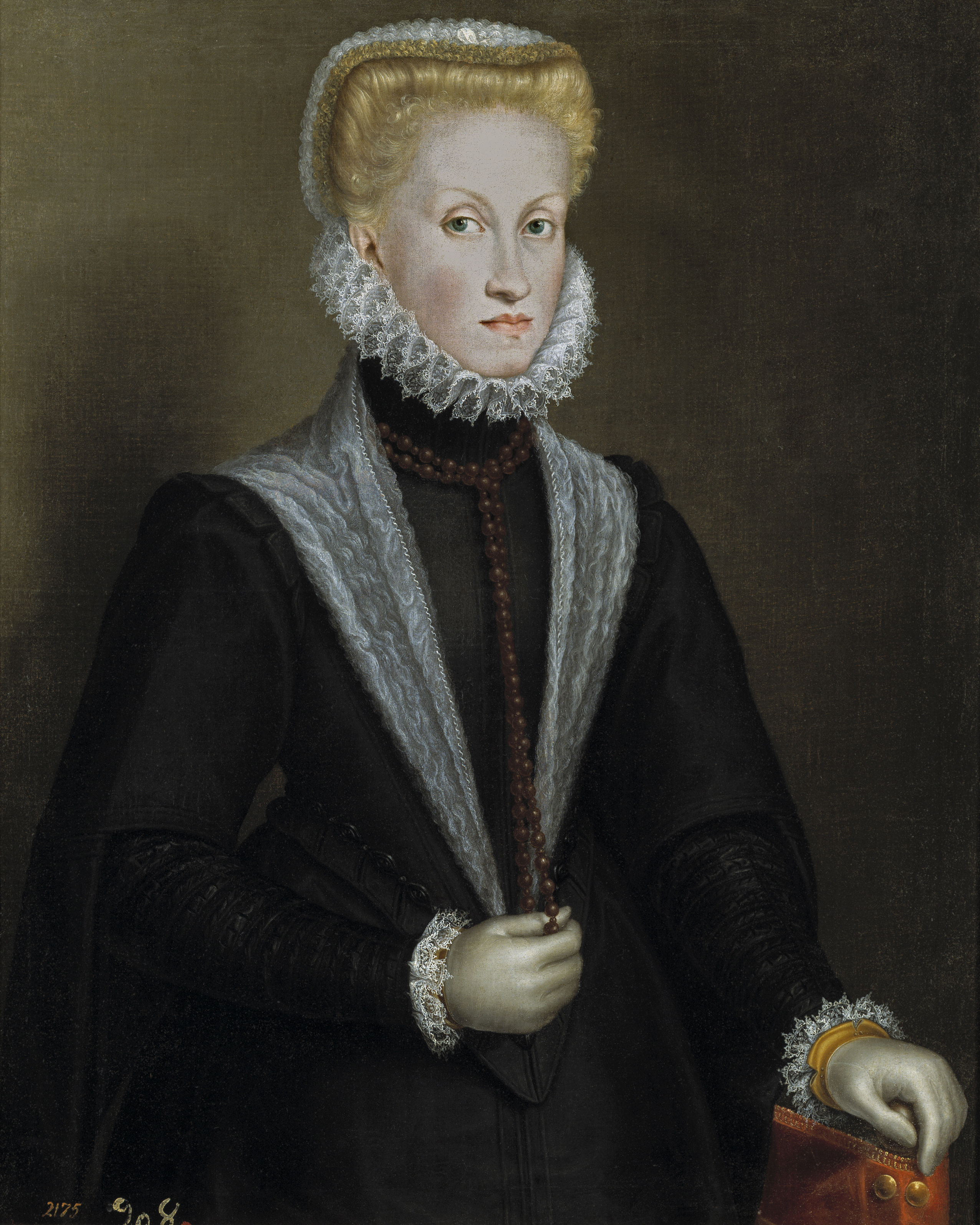
Retrato de la reina Ana de Austria (1573), pintado por Sofonisba Anguissola para emparejarlo con el Retrato de Felipe II

Sofonisba Anguissola llegó a España como dama de la reina Isabel de Valois; pero ya era una pintora de reconocido prestigio y, de hecho, una de sus ocupaciones en la corte sería dar clases de pintura a la reina. Realizó varios cuadros de la familia real, aunque su sustento económico no dependió de ello.
El cuadro fue pintado en 1565 y retocado en 1573, según la investigadora Maria Kusche, para adaptarlo y hacerlo emparejar con el retrato de Ana de Austria, cuarta esposa del rey, realizado alrededor de esa época. Según las investigaciones sobre el cuadro, en el retoque no se cambió la cabeza sino detalles de la vestimenta y se desplazó la mano derecha sobre el brazo de un frailero.
Hasta su restauración en época moderna, este cuadro presentaba un colorido opaco y oscuro, con el fondo casi tétrico, lo que daba al rostro del rey un aspecto adusto que animó al pintor moderno Antonio Saura a crear múltiples versiones de Felipe II en su estilo expresionista. Habiendo sido atribuido por largo tiempo a Alonso Sánchez Coello, la eliminación de barnices oscurecidos y repintes –que devolvieron al cuadro su sutileza y claridad– facilitó su reatribución a Sofonisba Anguissola, cuya autoría fue confirmada por Kusche en 1989.
Una versión posterior del retrato, realizada en busto por Sánchez Coello, se conserva en el Museo de Historia del Arte de Viena.

## Descripción y estilo
El retrato de Felipe II es una de las imágenes más elaboradas de Anguissola, evidenciando matices característicos de esta pintora como la suavidad en el modelado, la iluminación difusa y la pincelada sutil y menuda que deshace por medio de delicados frotados. La artista capta a la perfección la personalidad elegante y distante del monarca, presentándolo con una mirada limpia y directa que se aleja de la figura oscura y triste mencionada en una importante parte de la historiografía.[¿cuál?]
La composición representa al rey de medio cuerpo, alrededor de los cincuenta años, con la dignidad y austeridad propia de los Austrias. Ataviado con ropajes negros, con cuellos y puños de encaje blanco, lleva en el pecho la insignia del Toisón de Oro a modo de colgante y en su mano izquierda sostiene un rosario. La figura se recorta ante un fondo neutro de color oscuro, iluminada por un foco de luz emergente desde la parte izquierda que resalta los rasgos fisonómicos del soberano y la calidad de la tela de los ropajes.